# Lost Paradise
«Lost Paradise» (укр. Втрачений рай) — дебютний альбом британського геві-метал гурту Paradise Lost . Випущений у лютому 1990 року лейблом Peaceville Records, він відображає ранній стиль дез-думу гурту.  Альбом був перевиданий у 2003 році та містив три бонусні треки.

## Передісторія
Треки «Our Saviour» та «Frozen Illusion» були перезаписані в інших альбомах Paradise Lost — Tragic Illusion 25 та Medusa.

## Музика
Треки на альбомі Lost Paradise характеризуються як «жорсткі, розстроєні гімни горя, доповнені гортанним вокалом у стилі дез-металу».

## Сприйняття
Едуардо Рівадавія з AllMusic сказав: «У цьому своєму скромному дебютному альбомі Paradise Lost допомогли визначити правила дум/дет-металу. [...] Однак, навіть коли вони закладали основу, Paradise Lost вже тягнулися до сфер, невідомих їхнім тодішнім аматорським здібностям та прихованим потенціалом. [...] Озираючись назад, Lost Paradise служить бажаним відкриттям для серйозних шанувальників, але випадкові металгеди, ймовірно, не побачать тут нічого вартісного». 

## Список композицій
Автор музики і слів Нік Голмс та Ґреґор Макінтош. 
| #     | Назва                 | Тривалість |
| ----- | --------------------- | ---------- |
| 1.    | «Intro»               | 2:40       |
| 2.    | «Deadly Inner Sense»  | 4:36       |
| 3.    | «Paradise Lost»       | 5:30       |
| 4.    | «Our Saviour»         | 5:07       |
| 5.    | «Rotting Misery»      | 5:16       |
| 6.    | «Frozen Illusion»     | 5:20       |
| 7.    | «Breeding Fear»       | 4:14       |
| 8.    | «Lost Paradise»       | 2:08       |
| 9.    | «Internal Torment II» | 5:54       |
| 40:49 |                       |            |

| Бонус-треки перевидання Orion | Бонус-треки перевидання Orion    | Бонус-треки перевидання Orion |
| #                             | Назва                            | Тривалість                    |
| ----------------------------- | -------------------------------- | ----------------------------- |
| 10.                           | «Rotting Misery (Doom Dub)»      | 4:48                          |
| 11.                           | «Breeding Fear (Demolition Dub)» | 6:08                          |
| 51:45                         |                                  |                               |

| Бонус-треки перевидання | Бонус-треки перевидання | Бонус-треки перевидання |
| #                       | Назва                   | Тривалість              |
| ----------------------- | ----------------------- | ----------------------- |
| 10.                     | «Eternal (live)»        | 3:56                    |
| 11.                     | «Gothic (mix)»          | 4:41                    |
| 12.                     | «The Painless (mix)»    | 3:57                    |
| 53:23                   |                         |                         |

## Особосклад

### Paradise Lost
- Нік Голмс — вокал
- Ґреґор Макінтош — соло-гітара
- Аарон Еді — ритм-гітара
- Стівен Едмондсон – бас-гітара
- Метью Арчер — ударні

### Виробництво
- Дункан Фегредо – обкладинка
- Пол «Геммі» Галмшоу – продюсер
- Пет Ґроґан – інженерія
- Порл Медлок – фотографія
- Кей Філд — жіночий вокал

### Заслуги
Альбом був записаний на студії The Academy у 1989 році. Його розробив Пет Ґроґан, а виготовила компанія Hammy. Жіночий вокал у пісні "Breeding Fear" виконала Кей Філд. Кей Філд люб'язно надано Major Records. Пісня «Internal Torment II» також з'являється на збірці Vile Vibes лейблу Peaceville Records.
Усі пісні написані Голмсом/Макінтошем та видані Vile Music (Zomba Music Publishers Ltd.). Ілюстрацію на обкладинці створив Дункан Фегредо з Exploding Head Designs у 1989 році. Фотографії виконав Порл А. Медлок.